# Região Geográfica Imediata de Lajeado
A Região Geográfica Imediata de Lajeado é uma das 43 regiões imediatas do estado brasileiro do Rio Grande do Sul, uma das 4 regiões imediatas que compõem a Região Geográfica Intermediária de Santa Cruz do Sul-Lajeado e uma das 509 regiões imediatas no Brasil, criadas pelo IBGE em 2017. É composta de 25 municípios.

## Municípios
| Região geográfica imediata            | Municípios | População Estimativa 2018 | Área (km²) |
| ------------------------------------- | --- | ------------------------- | ---------- |
| Região Geográfica Imediata de Lajeado | Arroio do Meio Bom Retiro do Sul Boqueirão do Leão Canudos do Vale CapitãoColinas Coqueiro Baixo Cruzeiro do Sul Estrela Fazenda Vilanova Forquetinha Imigrante Lajeado Marques de Souza Paverama Poço das Antas Pouso Novo Progresso Santa Clara do Sul Sério Tabaí Taquari Teutônia Travesseiro Westfália | 288 646                   | 3 215,350  |